# 口笛吹いたら
口笛吹いたら（くちぶえふいたら）は, 1993年4月 ‐ 5月にかけてNHK『みんなのうた』で放送された楽曲。歌は五味美保と東京放送児童合唱団。

## 概要
映像では3人の子供が登場し、海岸や公園で遊び、自転車に乗る映像で締めくくられる。
五味美保にとっては、現在のところ唯一の『みんなのうた』出演。作詞のジャンピエール瀬間は同番組4曲目、2021年現在この楽曲が最後の参加となっている。
放送から6年後の1999年4月 -  5月に初めて再放送され、17年後の2016年にもリクエスト枠で再放送がされた。
CDおよびDVD化は未だに行われていない。